# Jerzy Piec
Wilhelm Jerzy Piec (niem. Wilhelm Pietz, ur. 7 stycznia 1915 w Lipinach, zm. 4 kwietnia 1954 w Świętochłowicach) – polski piłkarz występujący na pozycji obrońcy lub pomocnika, reprezentant Polski w latach 1937–1947.

## Kariera
Jest jednym z nielicznych piłkarzy, którzy w reprezentacji Polski zagrali przed i po II wojnie światowej. W kadrze debiutował 12 września 1937 w meczu z Danią. Ostatni raz zagrał w 1947 roku. Łącznie w zespole narodowym rozegrał 6 spotkań – 4 przed wojną – i strzelił 1 bramkę. Znalazł się w szerokiej kadrze na Mistrzostwa Świata 1938, jednak wraz z kilkoma innymi zawodnikami pozostał w kraju jako rezerwowy.
Przed wojną występował w Naprzodzie Lipiny oraz AKS Chorzów (zagrał jeden mecz ligowy, 20 sierpnia 1939 przeciwko Garbarni). W czasie jej trwania nadal był zawodnikiem tego klubu, występującego w niemieckich rozgrywkach pod nazwą TuS Lipine. Powojenne mecze w reprezentacji rozgrywał jako piłkarz AKS Chorzów (1946–1948).

### Bramki w reprezentacji
| LP | Data                 | Miejsce                  | Przeciwnik | Bramka | Rezultat | Ranga meczu     |
| -- | -------------------- | ------------------------ | ---------- | ------ | -------- | --------------- |
| 1. | 10 października 1937 | Stadion Pogoni, Katowice | Łotwa      | 2:0    | 2:1      | Mecz towarzyski |

## Życie prywatne
Brat piłkarzy: Ryszarda Pieca – reprezentanta Polski i Alfonsa Pieca (*1923-1944). 